# Mustafa Achmatowicz
Mustafa Achmatowicz († 1794) war tatarischer Leutnant in der litauischen Armee.

## Leben
Mustafa Murza Achmatowicz stammte aus einer adligen Familie (Szlachta).
Im Siebenjährigen Krieg kämpfte Achmatowicz in Sachsen gegen Preußen. Danach kämpfte er im Regiment von Józef Bielak auf Seiten des Russischen Kaiserreichs im Krieg der Konföderation von Bar. Ab 1769 war er Major.
1785 wurde er in die Kriegskommission Beider Nationen (polnisch Komisja Wojskowa Obojga Narodów) berufen.
1792 nahm er als Oberstleutnant am Russisch-Polnischen Krieg teil. Während des Kościuszko-Aufstandes führte er 1794 als Leutnant des IV. Regiments der Vorhut die Schlacht bei Korytnica und bei Maciejowice. Dabei wurde er schwer verwundet und starb an diesen Verletzungen.